# バルトシュ・シピョンチカ
バルトシュ・シピョンチカ（Bartosz Śpiączka 、1991年8月19日 - ）は、ポーランド・ヴォルシュティン出身のプロサッカー選手。Iリガ・GKSティヒ所属。ポジションは、フォワード。

## タイトル
ポロニア・ノヴィ・トミシル
- IIIリガ (グループC): 2009-10[2]

グルニク・ウェンチナ
- IIリガ: 2019-20